# Hippasa domratchevae
Hippasa domratchevae är en spindelart som beskrevs av Jekaterina Michajlovna Andrejeva 1976. Hippasa domratchevae ingår i släktet Hippasa och familjen vargspindlar. Inga underarter finns listade i Catalogue of Life.